# George Chamier
George Chamier, né le 8 avril 1842 à Cheltenham, Gloucestershire, au Royaume Uni, et mort le 25 avril 1915 à Shanghai, est un ingénieur, géomètre, joueur d'échecs et romancier néo-zélandais.

## Écrits
- The Utilisation of Water in South Australia, 1886
- Philosopher Dick, 1890
- A south sea siren, 1895
- The Story of a successful man, 1895
- War and Pessimism, and Other Studies, 1911